# Marionetă

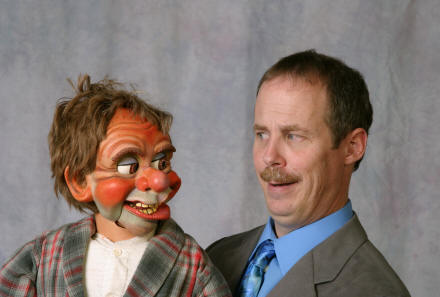
Păpușar cu marionetă.

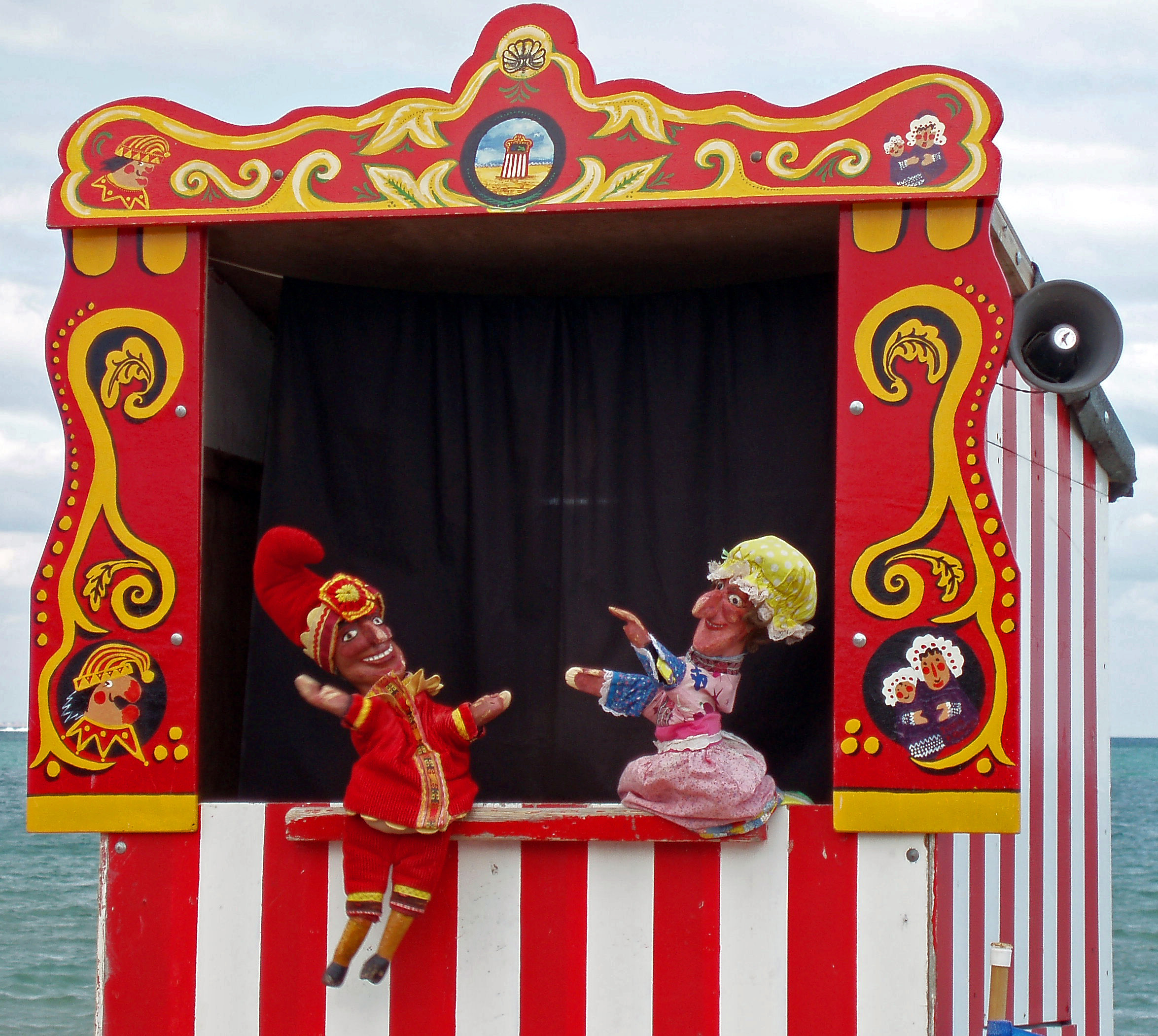
Marionete tradiționale

Marioneta (numită și fantoșă) este o păpușă sau o figurină care reprezintă o ființă umană sau un animal, acționată de o persoană, numită păpușar, cu ajutorul unor sfori, spre a interpreta diferite roluri în teatrul de păpuși. Păpușarul folosește mișcări ale mâinilor, brațelor sau dispozitivelor de comandă, cum ar fi tije sau sfori pentru a mișca corpul, capul, membrele și, în unele cazuri, gura și ochii marionetei. Păpușarul vorbește adesea în vocea personajului păpușii și apoi sincronizează mișcările gurii păpușii cu această parte vorbită. Acțiunile, gesturile și părțile vorbite acționate de păpușar cu marioneta sunt de obicei folosite în povestiri. Teatrul de păpuși este o formă foarte veche de teatru care datează din secolul al V-lea î.H. în Grecia Antică. Există foarte multe varietăți de marionete, care pot fi realizate dintr-o gamă largă de materiale, în funcție de forma lor și de utilizare. Marionetele pot fi extrem de complexe sau foarte simple în construcția lor.
Două tipuri simple de păpuși sunt marionetă cu deget, care este o marionetă mică care se potrivește pe un singur deget, și marionetă "ciorap", care este formată și mișcată prin introducerea unei mâini în interiorul unui ciorap, cu deschiderea și închiderea mâinii care simulează mișcarea "gurii" marionetei. Marioneta ciorap este un tip de marionetă, care este controlată cu ajutorul unei mâini care ocupă interiorul păpușii și mișcă marioneta în jur. O "marionetă live" este similară cu o marionetă mănușă, dar este mai mare și necesită doi păpușari pentru fiecare marionetă. O marionetă este un tip de marionetă-păpușă mult mai complicat, care este suspendată și controlată de o serie de corzi conectate la cap, spate și membre, plus uneori o tijă centrală atașată la o bară de control susținută de sus de păpușar. 
O marionetă este construită în jurul unei tije centrale fixate la cap. O marionetă în umbră este o figură decupată ținută între o sursă de lumină și un ecran translucid. Păpușile Bunraku sunt un tip de marionetă japoneză sculptată din lemn. Un manechin ventriloquist este o păpușă în formă de om, mânuită de o mână a unui interpret ventriloc; interpretul produce vocea păpușilor cu o mișcare mică sau deloc a gurii, ceea ce creează iluzia că marionetă este în viață. Păpușile de carnaval sunt marionete mari, de obicei mai mari decât un om, destinate să facă parte dintr-un spectacol mare sau paradă.
În sens figurativ, marioneta reprezintă o persoană care execută orbește ceea ce i se cere, de exemplu un guvern-marionetă este un guvern manipulat de persoane care nu se află printre membrii săi.

## Tipuri de marionete
Lupta, prin natura sa, este un mediu flexibil și inventiv, iar multe companii de păpuși lucrează cu combinații de forme de păpuși și încorporează obiecte reale în performanțele lor. Acestea ar putea, de exemplu, să încorporeze obiecte performante, cum ar fi hârtia ruptă pentru zăpadă, sau un panou cu semne ca niște dispozitive narative în cadrul unei producții. Următoarele sunt, în ordine alfabetică, formele fundamentale și convenționale de păpuși:

### Marioneta neagră luminoasă
Marioneta neagră luminoasă este o formă de păpuși în care păpușile sunt operate pe o scenă aprinsă numai cu iluminare ultravioletă, care ascunde păpușarul și accentuează culorile păpușilor, care sunt proiectate în mod normal folosind culori care răspund la lumina UV prin strălucirea intensă.

### Marioneta bunraku
Păpușele Bunraku sunt un tip de marionetă sculptată în lemn, realizată inițial pentru a se evidenția prin iluminarea torței. Dezvoltată în Japonia cu o mie de ani în urmă și formalizată și combinată cu muzica shamisen la sfârșitul secolului al XVI-lea, păpușarii rămân neutri pe un fundal negru, deși prezența lor ca un fel de figura "umbrei" adaugă o putere misterioasă a papușei. Bunraku folosește în mod tradițional trei păpușari pentru a opera o marionetă care variază de la 1/3 la 1/2ISBN: 0-8348-0199-X. 

### Cantastoria
Cantastoria este o formă de povestire vizuală în care o marionetă, ilustrație, pictură sau alt mediu vizual este însoțită de un discurs ritmic sau de un cântec care descrie sau reia evenimentele pentru a spune o poveste.

## Vezi și
- Stat marionetă

## Legături externe
- en Baird, Bil (1966). The Art of the Puppet. Plays. ISBN 0-8238-0067-9.